# Денис Ричи
Денис Макалистер Ричи (енгл. Dennis MacAlistair Ritchie; Бронксвил, 9. септембар 1941 — 12. октобар 2011) био је научник из области рачунарства. Створио је програмски језик C, као и Јуникс оперативни систем са својим дугогодишњим колегом Кеном Томпсоном. Ричи и Томпсон су добили Тјурингову награду 1983. године, Хемингову медаљу 1990. године и Националну медаљу за технологију 1999. године. Пред крај живота је био шеф Одсека за истраживање системског софтвера у „Луцент технологијама“ (енгл. Lucent Technologies). Значајан је и по својим доприносима у програмским језицима ALTRAN, B и BCPL, као и оперативном систему Малтикс.

## Почеци
Денис Ричи је рођен у Бронксвилу, Њујорк. Дипломирао је на Харварду физику и примењену математику. Почео је да ради 1967. у рачунарском истраживачком центру у Беловим лабораторијама.

## и јуникс
Ричи је најпознатији као творац програмског језика C, кључни програмер у развоју јуникс оперативног система и као коаутор дефиниционе књиге за C, C програмски језик (књига), опште познате као К&Р (према ауторима Кернигену и Ричију).
Ричијев изум C-а и његова улога у развијању јуникса упоредо са Кен Томпсоном, поставили су га као важног пионира модерног рачунарства. Це језик је данас широко распрострањен у развијању апликација и оперативних система, његов утицај је видљив и у модерним програмским језицима као што су C++ и C#. Јуникс је такође био утицајан, успостављајући концепте и принципе који су сада у темељима рачунарства. Популарни оперативни систем Линукс и његови алати су наследници Ричијевог рада, а Windows оперативни систем укључује јуникс компатибилне алате и C компајлере за програмере.
Ричи је изјавио да је креирање језика C „изгледало као добра ствар за урадити“ и да би било ко други на истом месту у исто време урадио ту исту ствар, међутим његов колега из Бел лабса Бјарне Строуструп творац C++ је рекао „да је Денис одлучио да утроши ту декаду на тајанствену математику, јуникс би био мртворођенче“.
Пратећи успех јуникса, Ричи је наставио истраживања у оперативним системима и програмским језицима, доприносећи у Плану 9 и Инферно оперативном систему као и Лимбо програмском језику.

## Награде

### Тјурингова награда
Године 1983. Ричи и Кен Томпсон заједно су добили Тјурингову награду за њихово развијање теорије генеричких оперативних система и посебно за имплементацију јуникс оперативног система. Ричијево предавање поводом Тјурингове награде било је насловљено „Приказ истраживања софтвера“ (енгл. Reflections on Software Research).

### Национална медаља за технологију
Дана 27. априла 1999. Томпсон и Ричи заједнички су добили Националну медаљу за технологију за 1998. од председника САД Била Клинтона за копроналазак јуникс оперативног система и Це програмског језика који су заједно довели до великог напретка у рачунарском хардверу, софтверу и мрежним системима и стимулисали раст целокупне индустрије и тиме повећали америчку предност у информатичком добу.

## Смрт
Ричи је пронађен мртав 12. октобра 2011. у 70. години у својој кући у Беркли Хајтсу у Њу Џерзију, где је живео сам. Прве вести о његовој смрти стигле су од његовог бившег колеге Роба Пајка. Он је био слабог здравља током неколико година након лечења од рака простате и срчаних болести. Вест о Ричијевој смрти била је у великој мери засенчена медијским извештавањем о смрти саоснивача Епла Стива Џобса, која се догодила недељу дана раније.

## Наслеђе
Након Ричијеве смрти, рачунарски историчар Пол Е. Серузи је изјавио:
Ричи је био испод радара. Његово име уопште није било познато, али... да имате микроскоп и можете да гледате у компјутер, видели бисте његово дело свуда унутра.
У интервјуу убрзо након Ричијеве смрти, дугогодишњи колега Брајан Керниген рекао је да Ричи никада није очекивао да ће C бити толико значајан. Керниган је за Њујорк тајмс рекао да „Алати које је Денис направио — и њихови директни потомци — покрећу скоро све данас.“ Керниген је подсетио читаоце колико су важну улогу имали C и Јуникс у развоју каснијих пројеката високог профила, као што је iPhone. Уследила су и друга сведочења о његовом утицају.
Размишљајући о његовој смрти, коментатор је упоредио релативни значај Стива Џобса и Ричија, закључујући да је „[Ричијев] рад играо кључну улогу у покретању технолошке револуције у последњих четрдесет година — укључујући технологију на којој је Епл наставио да гради своје богатство.“ Други коментатор је рекао: „Ричи је, с друге стране, изумео и коизумео две кључне софтверске технологије које чине ДНК ефективно сваког појединачног рачунарског софтверског производа који користимо директно или чак индиректно у модерном добу. То звучи као необична тврдња, али је заиста истина.” Један други је рекао, „многи у рачунарској науци и сродним областима знали су за Ричијев значај за раст и развој, свега што има везе са рачунарством, ...”
Fedora 16 и FreeBSD, који су били објављени након његове смрти, посвећени су њему.
Астероид 294727 Денисричи, који су открили астрономи Том Глинос и Дејвид Х. Леви 2008. године, назван је у његову меморију. Званични цитат именовања објавио је Центар за мале планете 7. фебруара 2012. (М.П.Ц. 78272).
Од 21. децембра 2018. године једна улица у Београду носи његово име.

## Надимци
Денис Ричи је често познат као "dmr" (његова имејл-адреса у Бел лабораторијама) у разним Јузенет њузгрупама (енгл. Usenet newsgroups (као што је нпр. comp.lang.c).

## Ричијева писана дела
Најпознатија Ричијева писана дела су:
- Програмски језик C енгл. The C Programming Language (1978. са Брајаном Кернигеном в. К&Р)
- Јуникс програмерски приручник енгл. Unix Programmer's Manual (1971)